# Augustine Cheong Myong-jo
Augustine Cheong Myong-jo (kor.: 정명조 아우구스티노) (* 25. Mai 1935 in Geoje, Keishō-nandō, Provinz Chōsen, damaliges Japanisches Kaiserreich, heutiges Südkorea; † 1. Juni 2007 in Busan, Südkorea) war Bischof der Diözese Busan.

## Leben
Augustine Cheong Myong-jo studierte von 1956 bis 1962 an der Katholischen Universität Seoul. Er empfing am 22. Dezember 1962 die Priesterweihe. 1965 trat er der südkoreanischen Armee bei. Von 1968 bis 1969 war er im Range eines first lieutenant als Kaplan an vorderster Front im Vietnamkrieg; er war bis 1985 Angehöriger des Militärs, zuletzt im Range eines colonel.
Am 23. Oktober 1989 wurde er von Papst Johannes Paul II. zum Bischof-Militärordinarius für das Koreanische Militärordinariat und zugleich zum Titularbischof von Tubulbaca ernannt. Am 5. November 1998 wurde er zum Koadjutor des Bistums Pusan ernannt, am 28. August 1999 erfolgte in Nachfolge von Gabriel Lee Gab-sou die Ernennung zum Bischof des Bistums Busan.
Er war seit 2002 Vizepräsident, seit 2005 Präsident der Koreanischen Bischofskonferenz (CBCK).
Augustine Cheong Myong-jo wurde 2005 Lungenkrebs diagnostiziert; er war bis zum Tode in seinem Bischofsamt tätig.